# Eugenia neoglomerata
Eugenia neoglomerata är en myrtenväxtart som beskrevs av Marcos Sobral. Eugenia neoglomerata ingår i släktet Eugenia och familjen myrtenväxter. Inga underarter finns listade i Catalogue of Life.